# Siaya
Siaya – miasto w Kenii, stolica hrabstwa Siaya. W 2019 liczyło 33,1 tys. mieszkańców.